# Batalla de Viluma
La batalla de Viluma (Viloma, Vilouma o Vilohuma) o también conocida como la batalla de Sipe-Sipe fue un enfrentamiento durante las campañas al Alto Perú, librado el 29 de noviembre de 1815 entre las fuerzas Ejército Real del Perú, comandadas por el general Joaquín de la Pezuela, que derrotaron militarmente a las fuerzas de las Provincias Unidas del Río de la Plata, al mando del general José Rondeau. Se incluye, entre otros, dentro de la guerra de la independencia Argentina y de Bolivia, en el marco de las guerras de independencia hispanoamericanas.  
Es considerada, después del desastre de Huaqui, como la segunda de mayor importancia para la causa independentista argentina, y frustró aquel intento de anexión del Alto Perú a las Provincias Unidas.

## Antecedentes

### Situación de las fuerzas de Rondeau
En 1814, las fuerzas del Ejército del Norte de las Provincias Unidas del Río de la Plata que estuvieron a cargo de José de San Martín, fueron traspasadas a cargo de José Rondeau, ya que el primero invocó razones de salud para ser relevado del mando del ejército.
Al momento que las tropas preparaban para iniciar la tercera campaña al Alto Perú, luego de dos anteriores derrotas, el general Carlos María de Alvear fue designado para reemplazante de Rondeau. Los oficiales del Ejército del Norte se sublevaron, y le comunicaron a Rondeau que solo iban a acatar sus órdenes, mas no las de Alvear y lo instaron a iniciar la campaña; Rondeau en rebeldía ordenó el comienzo de la operación.
Martín Miguel de Güemes, enemistado con Rondeau, abandonó las filas del ejército junto con sus gauchos y se retiró hacia Salta, llevándose consigo el parque del ejército que se encontraba en Jujuy. Fue el momento crítico de la campaña, porque los gauchos habían sido los ojos y oídos del ejército de Rondeau. El conflicto entre las milicias de Salta, al mando de Güemes, y las fuerzas del ejército rioplatense se manifestó cuando el coronel Martín Rodríguez apresó a algunos gauchos. Güemes le advirtió que no molestara a los milicianos y este le respondió: «¿Quién es usted, señor comandante de gauchos, para apercibirme?».

### Situación de las fuerzas de Pezuela
El general Joaquín de la Pezuela, a cargo de las fuerzas del Ejército Real del Perú, luego de algunos reveses retiró con orden las tropas peruanas hasta el poblado de Challapata, abandonando ciudades importantes que fueron ocupadas por las fuerzas de Rondeau, quien se apoderó de Potosí y Chuquisaca.
La situación de debilidad del Ejército Real en el Alto Perú debido a la prolongación de sus líneas de comunicaciones con el Virreinato del Perú cambió con el arribo del refuerzo de una división al mando de Ramírez y con la llegada de tropas leales desde Chile al Alto Perú: el segundo batallón de Talavera (batallón creado en Lima formado por peruanos con un cuadro de expedicionarios), y el batallón de Cazadores de Chile que se fusiona al de Voluntarios de Castro, y este último que se integró en el ejército de Joaquín de la Pezuela. Pezuela organizó entonces la contraofensiva contra Rondeau.

## Orden de batalla
| Ejército de operaciones del Alto Perú Comandante en Jefe - Joaquín de la Pezuela Oficialidad - Juan Ramírez Orozco - Miguel Tacón Unidades y Comandantes - Infantería - Primer regimiento de Línea del Cuzco; batallones 1º y 2º - Segundo regimiento de Línea del Cuzco; batallones 1º y 2º - Tercer regimiento de Línea del Cuzco; batallón de fusileros del Centro (Benavente) - Batallón de Granaderos de la Reserva del Cuzco - Batallón de Partidarios de infantería ligera del Alto Perú (José Santos de la Hera) - Batallón de Cazadores del Alto Perú (Pedro Antonio Olañeta) - Batallón de Fernando VII (Aguilera) - Batallón de Voluntarios de Castro (José Rodríguez Ballesteros) - Caballería - Escuadrón de Cazadores Montados del Alto Perú (Guillermo Marquiegui) - Escuadrón de Dragones de San Carlos - Compañía montada del batallón de escolta del general del Alto Perú - Artillería - 22 cañones de a cuatro y de a ocho que son repartidos en siete baterías. |

| Ejército del Norte Comandante en Jefe - José Rondeau Oficialidad - Francisco Fernández de la Cruz (comandante del ala derecha) - Coronel Cornelio Zelaya (comandante del ala izquierda) Unidades y Comandantes - Infantería - Primer regimiento de Línea (Coronel Forest) - Sexto regimiento de Línea (Coronel Zelada) - Séptimo regimiento de Línea (Coronel Vidal) - Noveno regimiento de Línea (Coronel Pagola) - Decimosegundo regimiento de Línea (Coronel de la Riva) - Caballería - Escuadrón de Granaderos a Caballo(Coronel Rojas) - Dragones del Perú (Coronel Balcarce) - Artillería - 10 cañones de a cuatro y de a dos y 1 mortero de siete pulgadas. |

## Desarrollo

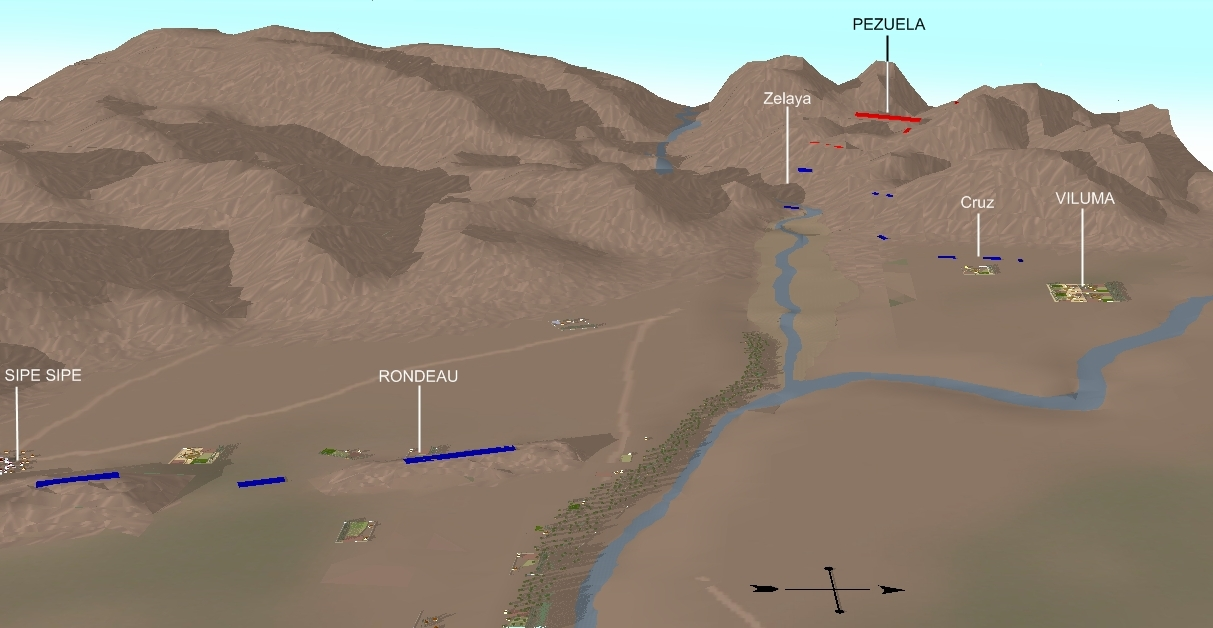
La posición de los dos ejércitos antes de la batalla.

Rondeau se puso en marcha y en su retirada hacia Cochabamba se refugió en la pampa de Sipe-Sipe en las cercanías de esa ciudad. Las fuerzas de Pezuela lo alcanzaron allí el 28 de noviembre de 1815, y se produjo el enfrentamiento entre los dos ejércitos. Las fuerzas de Rondeau se componían de 3000 a 3500 hombres, con 9 piezas de artillería (no obstante, el ejército de Pezuela capturó 11 cañones a las fuerzas de Rondeau), en tanto que las tropas de la monarquía eran 4.100 hombres y 20 piezas de artillería (hay dudas sobre sus calibres, pero todo parece que el desarrollo de la batalla estuvo determinado precisamente por la superioridad artillera de los realistas).
Rondeau había situado a sus tropas en una posición que daba la espalda a la cuesta de los macizos de Viluma, posición que él consideró que al ejército enemigo le resultaría imposible de atravesar. Sin embargo, Pezuela atacó precisamente por allí, desde donde los hombres bajo su mando descendieron «como gatos» para alcanzar campo de batalla. Pezuela entonces dando un vuelco formó su línea a la derecha del ejército de Rondeau forzándole a cambiar de posición y arrollando de pasada el regimiento de dragones al mando de coronel Cornelio Zelaya. El cambio de posiciones del Ejército del Norte le fue fatal, resultando el encuentro la derrota más grave —después de la Batalla de Huaqui— sufrida por las tropas independentistas en la guerra de la Independencia Argentina.

## Consecuencias
Los restos del ejército auxiliador de José Rondeau, que sufrió más de 1000 bajas y la pérdida de toda su artillería, continuaron su retirada sin detenerse, pasando por Potosí y Humahuaca, hasta alcanzar Tucumán en las Provincias Unidas. Con la derrota en la batalla de Viluma o Sipe-Sipe las provincias del Alto Perú se perdieron definitivamente para las Provincias Unidas del Río de la Plata que declararían su independencia al año siguiente. 
En esos momentos, sucedían otros sucesos desconectados de los acontecimientos de Viluma. Buenos Aires se sumía en su propia guerra civil. España ponía el foco en otro teatro de guerra. Así, el ejército expedicionario de Pablo Morillo con destino a Costa Firme más de 10 000 hombres embarcó bajo la farsa de nominarlo de Río de la Plata. La verdadera dirección del esfuerzo militar español era el mar Caribe con el objetivo de pacificar la costa firme, recuperar la plaza fuerte de Cartagena de Indias y asegurar el Istmo de Panamá y las comunicaciones con el Virreinato del Perú. 
El resultado de la batalla aseguró la situación del Alto Perú que se mantuvo incorporado al virreinato peruano mientras conservó su existencia, y permitió que al final de la campaña militar del general Antonio José de Sucre en el año 1825 entrase Simón Bolívar en la escena política, con su decisiva influencia para la creación de Bolivia, convocando un congreso para que los bolivianos decidieran formar un estado independiente, seguir formando parte del Perú o agregarse a las provincias argentinas.

## Conmemoraciones
Tiempo después, en recuerdo de este acontecimiento histórico, fue creado el Marquesado de Viluma y su primer título otorgado a Joaquín de la Pezuela por el rey Fernando VII de España. Otro premios militares entregados al futuro virrey del Perú fueron las Grandes Cruces de San Fernando, Isabel la Católica y San Hermenegildo.